# Stephen Strasburg
Stephen James Strasburg (né le 20 juillet 1988 à San Diego, Californie, États-Unis) est un lanceur droitier de baseball. Il fait partie des Nationals de Washington de la Ligue majeure de baseball.
Ses débuts remarqués avec Washington en 2010 ont amené Sports Illustrated à qualifier Strasburg de « lanceur d'avenir le plus médiatisé et le plus surveillé de l'histoire du baseball. »

## Carrière

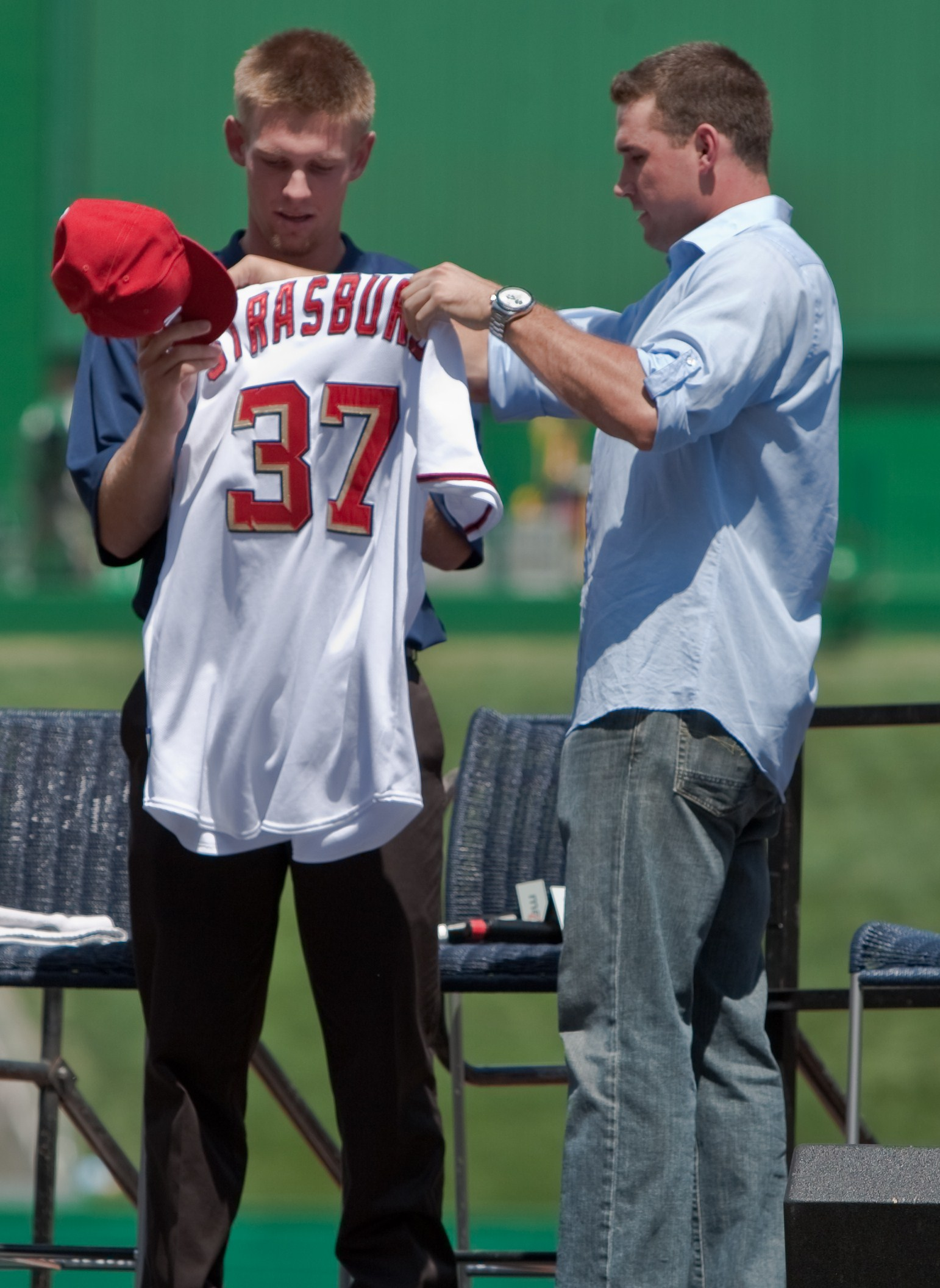
Stephen Strasburg (à gauche) reçoit son premier uniforme des Nationals des mains de Ryan Zimmerman (à droite) le 21 août 2009 à Washington.

Stephen Strasburg est un lanceur partant. Il est le premier choix des Nationals de Washington et le tout premier joueur réclamé au repêchage amateur en 2009. Il signe le 17 août 2009 une entente de 4 ans et 15,1 millions de dollars négociée par le redoutable agent de joueurs Scott Boras. Les Nationals venaient d'accorder le contrat le plus onéreux de l'histoire pour un athlète n'ayant pas encore mis le pied sur un terrain de baseball de la Ligue majeure.
Athlète de 1,93 m (6′ 4″) et 100 kg (220 lb) selon les données officielles de MLB.com, Strasburg est reconnu pour la vitesse de sa balle rapide, qui bouge en moyenne à 155 km/h. Ses lancers ont déjà été chronométrés à 166 km/h.
Il est le seul joueur collégial à avoir fait partie de l'Équipe des États-Unis de baseball ayant remporté la médaille de bronze aux Jeux olympiques de Pékin en 2008. Il a maintenu une moyenne de points mérités de 1,67 pendant le tournoi olympique.
Assigné en 2009 aux Desert Dogs de Phoenix, un club-école des Nationals de la Ligue d'automne de l'Arizona, Strasburg a participé au camp d'entraînement des Nationals en 2010 avant d'être retranché et cédé au club Triple-A de l'équipe. Avec les Chiefs de Syracuse de la Ligue internationale, Strasburg a remporté quatre victoires contre une seule défaite en six départs, avec une moyenne de points mérités de 1,08 et 38 retraits sur des prises en 33 manches et un tiers lancées.

### Saison 2010

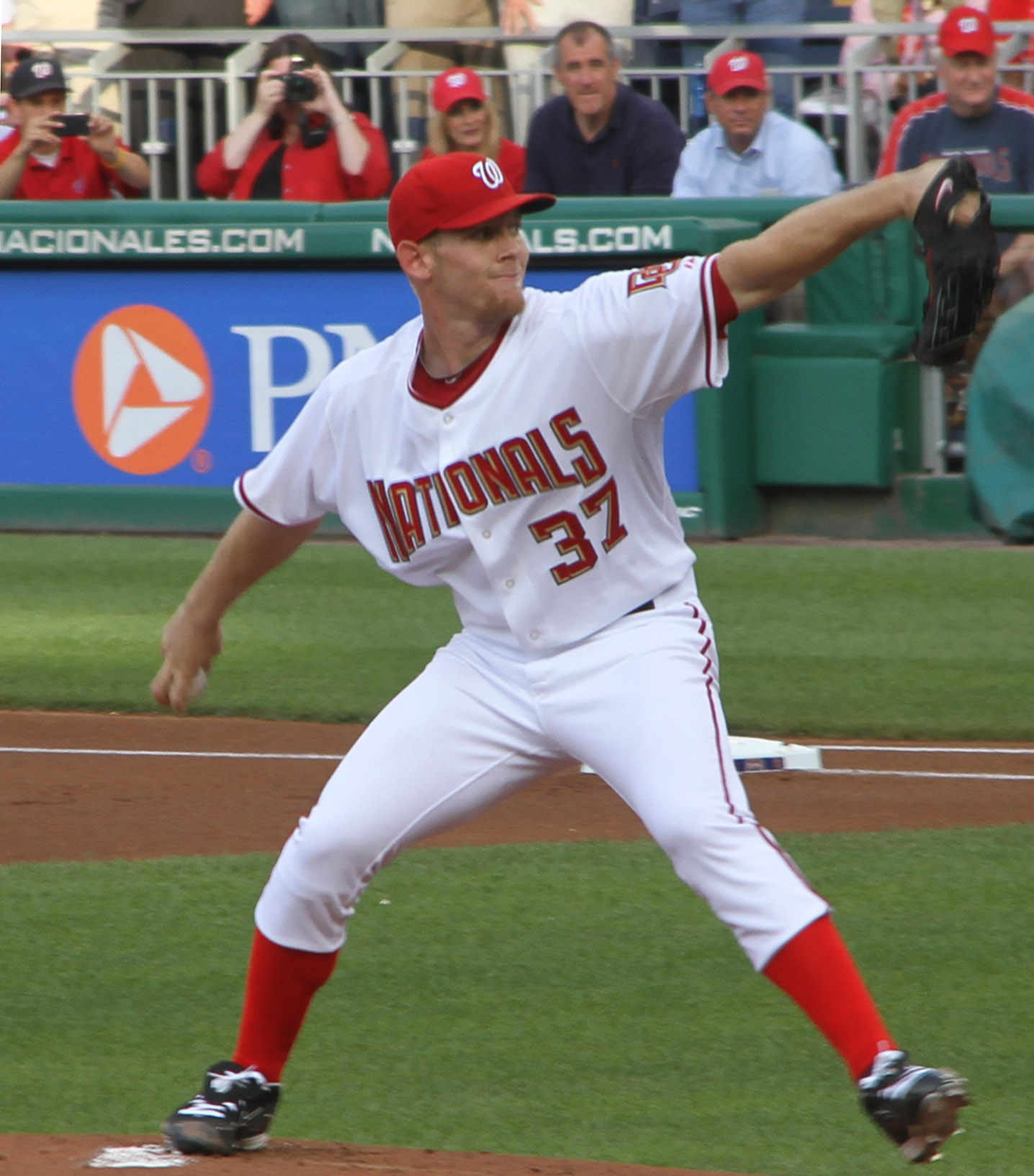
Stephen Strasburg à son premier match dans le baseball majeur le 8 juin 2010 à Washington.

Il fait des débuts hautement médiatisés avec les Nationals le 8 juin 2010 à Washington, contre les Pirates de Pittsburgh. Strasburg lance sept manches, enregistrant 14 retraits sur des prises dans cette toute première partie. Il s'agit d'un nouveau record pour les Nationals (battu en 2015 par Max Scherzer). Le premier adversaire qu'il retire sur des prises est Lastings Milledge, troisième frappeur des Pirates en première manche. Strasburg accorde un circuit de deux points à Delwyn Young mais quitte la partie avec son équipe en avance, 4-2. Matt Capps protège la victoire, créditée à Strasburg, sa première dans les grandes ligues.
Le 13 juin, il retire huit frappeurs sur des prises à sa seconde sortie et porte sa fiche à 2-0 dans une victoire des Nationals contre les Indians de Cleveland.
Il fait deux séjours sur la liste des blessés plus tard dans la saison. Fin juillet, des raideurs à l'épaule le tiennent à l'écart du jeu, puis un mois plus tard les Nationals le placent sur la liste des joueurs inactifs pour quinze jours en raison d'une blessure à l'avant-bras droit. Le 27 juillet, les Nationals confirment que leur lanceur est blessé au ligament collatéral ulnaire et devrait subir une opération de type Tommy John. Cette opération serait suivie d'une convalescence de 12 à 18 mois qui, prévoit-on alors, le tiendrait à l'écart du jeu durant toute la saison de baseball 2011.
Strasburg termine la saison 2010 avec une fiche de cinq victoires et trois défaites en 12 départs. Sa moyenne de points mérités n'est que de 2,91 et il totalise 92 retraits sur des prises contre à peine 17 buts-sur-balles accordés en 68 manches au monticule.

### Saison 2011
Strasburg effectue son retour avec les Nationals le 6 septembre 2011 alors qu'il lance cinq manches, sans être impliqué dans la décision, contre les Dodgers de Los Angeles, à qui il n'accorde aucun point. Avec deux points alloués aux Braves d'Atlanta à son quatrième départ, il subit une défaite. Au dernier jour de la saison, il retire 10 frappeurs des Marlins de la Floride dans un gain de 3-1 de Washington. Il termine l'année avec une victoire, une défaite, une moyenne de points mérités de 1,50 et 24 retraits sur des prises en 24 manches lancées en cinq départs.

### Saison 2012

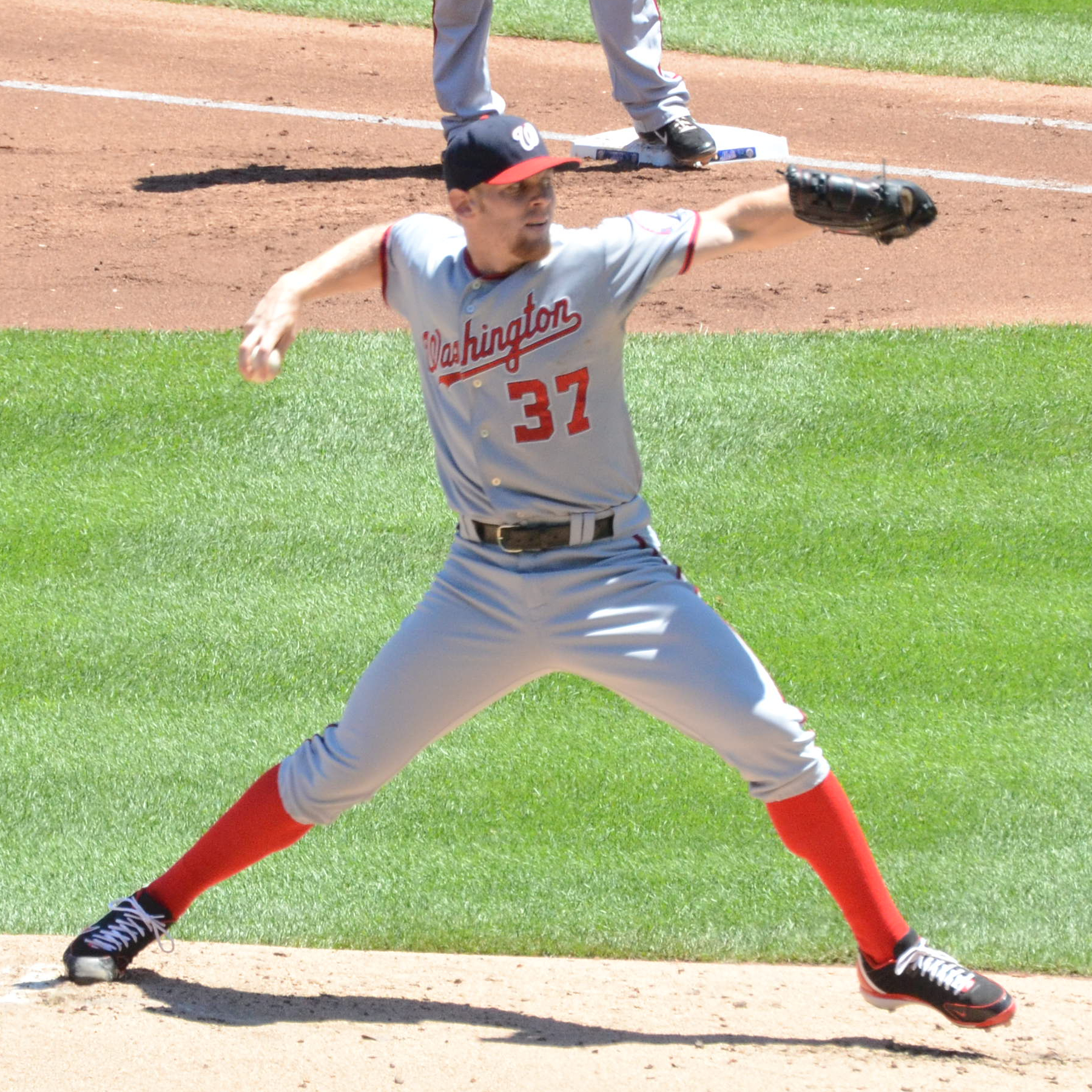
Stephen Strasburg en 2012.

À la fin d'avril 2012, Strasburg mène la Ligue nationale avec 34 retraits sur des prises et affiche une moyenne de points mérités de 1,13. Il est élu lanceur du mois dans la Nationale. Il est invité en juillet à son premier match des étoiles, durant lequel il lance une manche, succédant au monticule à son coéquipier Gio Gonzalez. En raison du passé médical de Strasburg, les Nationals limitent le nombre de manches lancées par partie à chacun de ses départs. Il travaille normalement six manches au monticule et est retiré de la rencontre, ne lançant que 7 manches complètes qu'en quelques occasions. Le 2 septembre, les Nationals annoncent que Strasburg effectuera sa dernière présence de l'année le 12 septembre suivant, et ce même s'il est parmi les meneurs du baseball pour les retraits sur trois prises, la WHIP et la moyenne de points mérités, et que Washington est en tête de sa division. Après une mauvaise sortie contre Miami le 7 septembre, les Nationals décident que c'était là le dernier match de Strasburg en 2012.
Les Nationals avaient décidé avant le début de la saison 2012 que Strasburg serait mis au repos avant la fin de l'année. Mais le club surprend les observateurs en jouant une excellente saison, qui se conclut par un premier titre de la division Est de la Ligue nationale. La décision initiale sur Strasburg, qui pourrait être d'une utilité incontestable en séries éliminatoires, est donc remise en question et débattue une bonne partie de l'année dans les médias. Les Nationals maintiennent leur décision… et subissent une élimination rapide, jetant un doute sur l'affaire Strasburg. Malgré un talent indéniable, l'équipe de Washington échoue dans sa tentative d'atteindre la Série mondiale lors des 3 années qui suivent, ramenant périodiquement sur la table la question de l'opportunité ratée de 2012 ; en revanche, Strasburg joue ces 3 années sans jamais éprouver de maux de bras, ce qui tend à démontrer que la décision des Nationals était la plus sage pour sa santé,,.

### Saison 2013
Strasburg revient en force en 2013. Malgré une fiche perdante de 8 victoires et 9 défaites, il maintient sa moyenne de points mérités à exactement 3,00 en 30 départs et 183 manches de travail. Il termine 8e de la Ligue nationale pour la moyenne de points mérités, 6e pour la WHIP (1,049), 4e pour les retraits sur des prises par 9 manches lancées (9,39). Il compile 191 retraits sur des prises en 2013, tout près de son record personnel.

### Saison 2014
En 2014, dans une saison où il lance un record personnel de 215 manches, Strasburg pulvérise son meilleur total de retrait sur des prises en une année. Avec 242, il est co-meneur de la Ligue nationale, à égalité avec Johnny Cueto des Reds de Cincinnati (qui a toutefois eu besoin de 243 manches et deux tiers pour atteindre le même total). Strasburg est aussi second de la Nationale cette année-là (derrière Clayton Kershaw) avec en moyenne 10,1 retraits sur des prises par 9 manches, et 3e pour le ratio de retraits sur des prises par but-sur-balles accordé (5,6) derrière Kershaw et son coéquipier Jordan Zimmermann.
Strasburg remporte 14 victoires contre 11 défaites en 34 départs en 2014 et remet une moyenne de points mérités de 3,14. Il prend le 9e rang du vote désignant le vainqueur du trophée Cy Young du meilleur lanceur de la Ligue nationale, et c'est la première fois de sa carrière qu'il est considéré pour cette récompense.

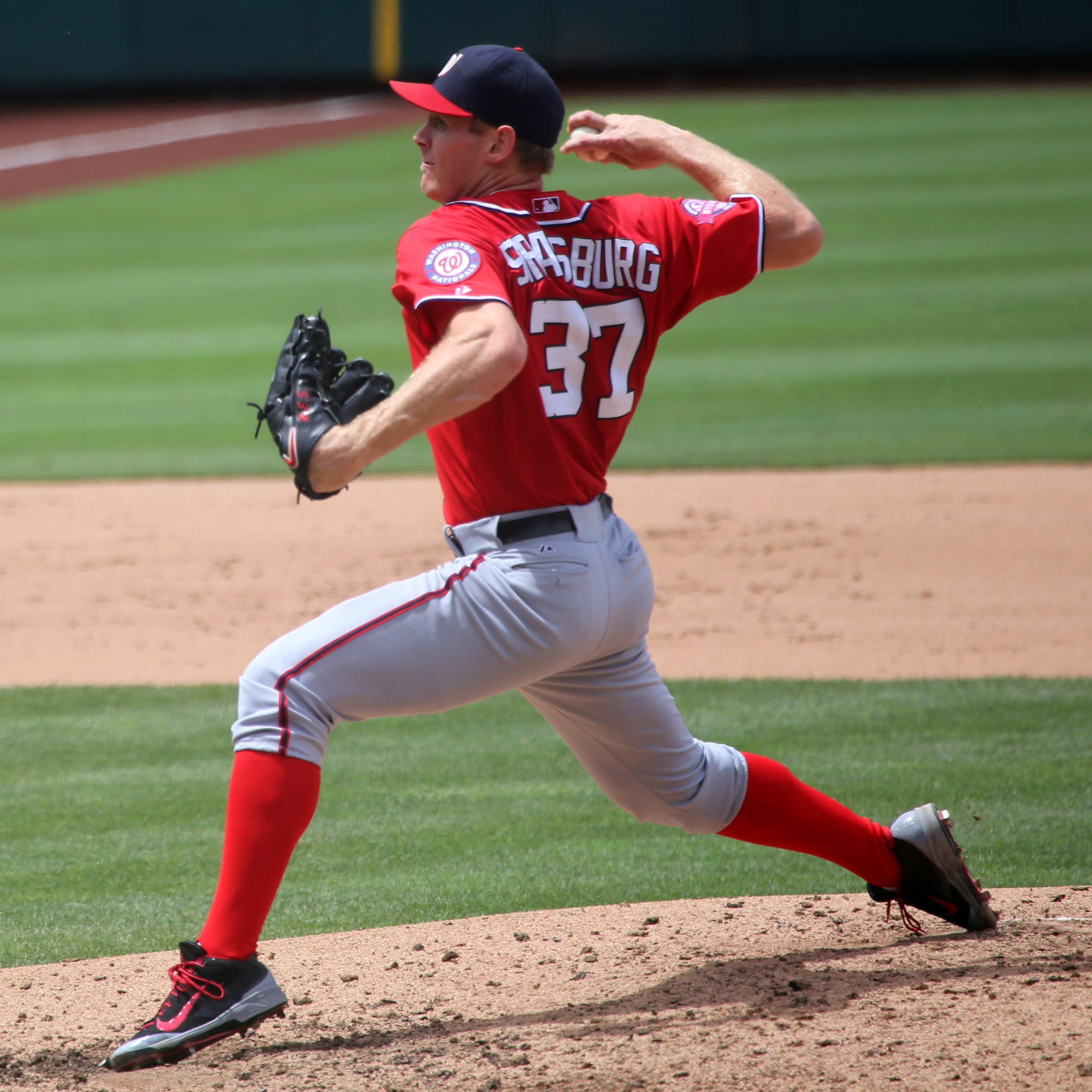
Stephen Strasburg en 2015.

L'as droitier des Nationals a enfin la chance de jouer en séries éliminatoires. Il fait ses débuts le 3 octobre 2014 à Washington dans le premier match de la Série de divisions opposant les Nationals aux Giants de San Francisco. Il ne donne qu'un point mérité mais n'enregistre que deux retraits sur des prises, lui qui en réussit en moyenne un par manche, au cours de cette rencontre où il est le lanceur perdant au terme d'une courte défaite de 3-2 des Nats. Washington choisit Gio Gonzalez pour être le lanceur partant lors du 4e match, avec Strasburg disponible pour lancer en relève, mais ce dernier n'entre finalement pas en jeu et les Nationals subissent l'élimination.

### Saison 2015
Strasburg connaît un mauvais début de saison 2015 et sa moyenne de points mérités s'élève à 6,55 à la fin mai, après ses 10 premiers départs. Il quitte le match du 29 mai contre Cincinnati après seulement 16 lancers, puis est placé sur la liste des blessés en raison de douleurs au cou. Il y retourne du début juillet au début août pour une blessure à l'oblique gauche.
Au retour de cette seconde blessure, il termine la saison en force avec 6 victoires, deux défaites, 92 retraits sur des prises et seulement 8 buts-sur-balles accordés en 66 manches et un tiers, et une moyenne de points mérités de 1,90 à ses 10 derniers départs,. Il clôt 2015 avec 11 gains, 7 revers, 155 retraits sur des prises et une moyenne de points mérités de 3,46 en 127 manches et un tiers lancées lors de 23 départs.

## Statistiques
| Saison | Équipe     | G  | GS | CG | SHO | V | D | SV | IP   | SO | ERA  |
| ------ | ---------- | -- | -- | -- | --- | - | - | -- | ---- | -- | ---- |
| 2010   | Washington | 12 | 12 | 0  | 0   | 5 | 3 | 0  | 68.0 | 92 | 2,91 |
| Totaux | Totaux     | 12 | 12 | 0  | 0   | 5 | 3 | 0  | 68.0 | 92 | 2,91 |

Note : G = Matches joués ; GS = Matches comme lanceur partant ; CG = Matches complets ; SHO = Blanchissages ; 
V = Victoires ; D = Défaites ; SV = Sauvetages ; IP = Manches lancées ; SO = Retraits sur des prises ; ERA = Moyenne de points mérités.